# Красный шум
Красный шум (броуновский шум) — шумовой сигнал, который производит броуновское движение. Из-за того, что по-английски он называется Brown (Brownian) noise, его название часто переводят на русский язык как коричневый шум.

## Спектр
Броуновское движение, также называемое Винеровским процессом, получается интегрированием сигнала белого шума:
{\displaystyle W(t)=\int _{0}^{t}{\frac {dW(\tau )}{d\tau }}d\tau }
это означает, что броуновское движение является интегралом белого шума {\displaystyle dW(t)}, чья спектральная плотность мощности плоская:
{\displaystyle S_{0}=\left|{\mathcal {F}}\left[{\frac {dW(t)}{dt}}\right](\omega )\right|^{2}={\text{const}}.}
Здесь {\displaystyle {\mathcal {F}}} обозначает Преобразование Фурье, а {\displaystyle S_{0}} — константа. Важным свойством этого преобразования является то, что производная любого распределения преобразуется как
{\displaystyle {\mathcal {F}}\left[{\frac {dW(t)}{dt}}\right](\omega )=i\omega {\mathcal {F}}[W(t)](\omega ),}
из чего можно сделать вывод, что спектр мощности броуновского шума
{\displaystyle S(\omega )={\big |}{\mathcal {F}}[W(t)](\omega ){\big |}^{2}={\frac {S_{0}}{\omega ^{2}}}.}
Индивидуальная траектория броуновского движения представляет собой спектр {\displaystyle S(\omega )=S_{0}/\omega ^{2}}, где амплитуда {\displaystyle S_{0}} является случайной величиной даже в пределе бесконечно длинной траектории.

Спектральная плотность мощности броуновского (красного) шума

## Описание
Спектральная плотность красного шума пропорциональна 1/f², где f — частота. Это означает, что на низких частотах шум имеет даже больше энергии, чем розовый шум. Энергия шума падает на 6 децибел на октаву. Акустический красный шум слышится как приглушённый, в сравнении с белым или розовым шумом.

## Получение
Красный шум может быть получен путём интегрирования белого шума. То есть, тогда как (дискретный) белый шум может быть получен путём случайного выбора каждого отсчёта независимо друг от друга, красный шум может быть получен путём добавления к каждому отсчёту сигнала добавки случайной величины для получения следующего отсчёта.